# Västlig bronsduva
Västlig bronsduva (Columba iriditorques) är en fågel i familjen duvor inom ordningen duvfåglar.

## Utseende och läte
Västlig bronsduva är en svartaktig medelstor duva med kort stjärt. Båda könen har rödaktig undersida, hanen kontrasterande grått huvud. I flykten syns beigespetsade stjärtpennor. Hanen kan förväxlas med blåhuvad fläckduva men har mycket mörkare rygg. Sången består av en studsande serie med låga hoanden.

## Utbredning och systematik
Fågeln förekommer från Sierra Leone till nordvästra Angola, Demokratiska republiken Kongo, sydvästra Uganda och Rwanda. Den behandlas som monotypisk, det vill säga att den inte delas in i några underarter.

## Levnadssätt
Västlig bronsduva hittas i regnskog och galleriskog. Där lever den anspråkslöst i trädkronorna. 

## Status och hot
Arten har ett stort utbredningsområde, men tros minska i antal, dock inte tillräckligt kraftigt för att den ska betraktas som hotad. Internationella naturvårdsunionen IUCN listar arten som livskraftig (LC).